# Sibara brandegeana
Sibara brandegeana là một loài thực vật có hoa trong họ Cải. Loài này được (Rose) Greene miêu tả khoa học đầu tiên năm 1896.